# Alex Strangelove
Alex Strangelove es una película de comedia romántica estadounidense dirigida y escrita por Craig Johnson y protagonizada por Daniel Doheny, Antonio Marziale, Joanna Adler, William Ragsdale, e Isabella Amara.
La película tuvo su estreno internacional en el Festival Internacional de cine de San Francisco el 14 de abril de 2018. El 8 de junio de 2018 se estrenó en Netflix.

## Argumento
El estudiante de secundaria Alex Truelove ha sido durante mucho tiempo el mejor amigo de Claire, pero después de descubrir que su madre tiene pruebas de cáncer, se besan y comienzan a salir. Planean reservar una habitación de hotel. En una fiesta, Alex conoce a Elliot, un adolescente abiertamente gay, y también comienza a tener sentimientos por él, lo que lo lleva a cuestionar su sexualidad.
Durante la noche de la primera vez que tienen relaciones sexuales, Alex admite a Claire que siente algo por alguien más y entonces ella le echa. Evitando a Elliot, Alex va a una fiesta donde duerme borracho con una chica que acaba de conocer. Claire los descubre, y Alex la persigue en la noche. Él cae en una piscina donde los recuerdos suprimidos de su niñez vuelven a él. Claire le encuentra fuera de la piscina, momento en el que le dice que es gay. Ellos deciden ir juntos al baile de todos modos.
En el baile de graduación, Claire revela que ella invitó a Elliot para ser la cita real de Alex, sabiendo que ninguno de ellos realmente daría el paso sin que ella "pasara la batuta". Mientras que a Alex le preocupa que todos le miren, decide que su afecto por Elliot es más fuerte y le besa.
La historia termina con Alex creando un video con Claire que detalla su salida del armario, que se superpone con vídeos de la vida real de muchas otras personas.

## Reparto
- Daniel Doheny como Alex Truelove.
- Madeline Weinstein como Claire.
- Antonio Marziale como Elliot.
- Joanna Adler como Holly Truelove.
- William Ragsdale como Ron Truelove.
- Isabella Amara como Gretchen.
- Madeline Weinstein como Claire.
- Kathryn Erbe como Helen.
- Ayden Mayeri como Hilary.
- Daniel Zolghardi como Dell.
- Annie Q. como Sophie Hicks.
- Nik Dodani como Blake.
- Fred Hechinger como Josh.
- Sophie Faulkenberry como Sierra.
- Dante Costabile como Dakota.

## Producción
En mayo de 2016 se anunció que Craig Johnson escribiría y dirigiría la película, con Jared Goldman, Ben Stiller y Nicholas Weinstock como productores, bajo su productora Red Hour Films. STX Entertainment se encargaría de su distribución. En abril de 2017, Netflix compró los derechos de distribución, con STX Entertainment aún encargándose de la producción. Ese mismo mes, Daniel Doheny se unió al reparto. Seguido por Nik Dodani y Antonio Marziale, que hicieron lo propio en junio.

### Rodaje
La fotografía principal se inició en mayo de 2017.

## Lanzamiento
La película tuvo su estreno internacional en el Festival de cine internacional de San Francisco el 14 de abril de 2018. Se lanzó internacionalmente en Netflix el 8 de junio de 2018.

## Recepción
Alex Strangelove ha recibido reseñas generalmente positivas de parte de la crítica y de la audiencia. En el portal de internet Rotten Tomatoes, la película posee una aprobación de 82%, basada en 22 reseñas, con una calificación de 6.2/10, mientras que de parte de la audiencia tiene una aprobación de 69%, basada en 473 votos, con una calificación de 3.7/5.
Metacritic le ha dado a la película una puntuación de 73 de 100, basada en 10 reseñas, indicando "reseñas generalmente favorables". En el sitio IMDb los usuarios le han dado una calificación de 6.4/10, sobre la base de 9276 votos. En la página FilmAffinity tiene una calificación de 5.7/10, basada en 1073 votos.